# Bad Boys Blue
Bad Boys Blue (BBB) é um grupo multinacional de música baseado em Colônia, na Alemanha. O grupo conseguiu sucesso internacional com as músicas "You're a Woman", "Pretty Young Girl", "I Wanna Hear Your Heartbeat (Sunday Girl)", "Come Back and Stay" e "A World Without You (Michelle)".

## História
O grupo surgiu em meados dos anos 1980. O grupo Bad Boys Blue tinha na sua formação inicial um americano, um jamaicano e um inglês.
Seu debut foi o single "L.O.V.E in My Car", escrito a quatro mãos. O grupo obtém um grande sucesso em 1985 com a canção "You're a Woman". Consegue outros sucessos como "Pretty Young Girl", "Kisses and Tears" e "Love Really Hurts Wihout You".
O BBB mantém atualmente um único integrante do antigo grupo, o inglês John Edward Mclnerney (nascido em 7 de setembro de 1957). O americano Andrew Fredie Thomas (nascido em 25 de maio de 1948 e falecido em 21 de julho de 2009) ficou no grupo de 1984 até ao início de 2005.  O jamaicano Trevor Taylor (nascido em 11 de janeiro de 1958 e falecido em 19 de janeiro de 2008) ficou no grupo de 1984 até 1988, quando participou do último single do grupo, Hungry For Love.
Trevor Bannister esteve no grupo de 1989 até 1993, quando a banda deixou a Coconut, sua antiga gravadora e produtora. Em 1993 produziram sozinhos o álbum To Blue Horizons.
Até início de 1995 o BBB era somente dupla. Foi quando entrou em cena, em 1995, Mo Roussel. O álbum Bang Bang Bang marcava sua estreia. Em 1998 o grupo retorna para sua antiga gravadora Coconut e seus antigos produtores Tony Hendrik e Karin Van Hareen.
O álbum Back veio em 1998 e o seguinte, Continued, em 1999. Ainda no ano de 1999 lançam o álbum Follow the Light por força do contrato. Ainda com Mo Russel como terceiro membro, mas Kevin McCoy aparece discretamente. Em 2000 Kevin McCoy assume a cadeira de terceiro membro do grupo no álbum Tonite, com participação de David Brandes na produção das músicas.
Em 2001, novo rompimento com a Coconut e seus produtores antigos. Lançam uma coletânea com duas músicas inéditas que seriam colocadas no novo álbum. Em 2002 apenas lançam coletâneas e Kevin McCoy sai do grupo. Em 2003 lançam o álbum Around the World com produção de David Brandes para a Bros-Music com sede na Alemanha, mas o álbum não emplaca por falta de divulgação.
Em 2004 e 2005 voltam às coletâneas. O BBB lança o primeiro álbum em quatro anos, Heart & Soul. Trevor Taylor, em 19 de janeiro de 2008, morre de um infarto fulminante aos 50 anos de idade e Andrew Thomas, em 21 de julho de 2009, morre de um câncer no pâncreas após alguns dias internado em um hospital local. Em 2010, vem o álbum 25 com presenças dos antigos produtores Tony Hendrik & Cia, juntamente com os produtores franceses da Romantic Warriors, num álbum duplo com remixes exclusivos. Era esperado para o final de 2010 ou início de 2011 um álbum de inéditas com a participação de Tony Hendrik e Karin Van Haaren.
Em setembro de 2011, John McInerny decidiu encerrar o trabalho com Carlos Ferreira. Em outubro de 2011, o grupo se uniu a Kenny "Krayzee" Lewis, conhecido por seu trabalho com C.C. Catch, Touché e Mark 'Oh, mas por contradições criativas optaram por encerrar a parceria. No momento John está apenas acompanhado de duas backing vocals, uma das quais é sua esposa.
Em junho de 2015, sai mais uma coletânea com algumas raridades de estúdio: o álbum 30. Mas, o Bad Boys Blue verdadeiro não existe mais desde 1989, quando Trevor Taylor saiu. O que se verificou depois foram altos e baixos dos remanescentes do grupo, com alguns momentos brilhantes com um Tony Hendrik inspirado. Hoje pode-se dizer que John Edward canta Bad Boys Blue, mas não é BBB. Como Thomas Anders canta Modern Talking mas não é MT. Pode-se sentir isso com essa coletânea 30. Bad Boys Blue puro em todos os sentidos. Nostálgico. As faixas são muito bem distribuídas. Merece destaque a faixa "Where Are You Now" na voz de Trevor Taylor.
Outro destaque é "You're a Woman 2015" com nova roupagem eletrônica e a voz de Trevor remasterizada.

## Discografia

### Álbuns
- 1985: Hot Girls, Bad Boys
- 1986: Heart Beat
- 1987: Love Is No Crime
- 1988: My Blue World
- 1989: The Fifth
- 1990: Game Of Love
- 1991: House Of Silence
- 1992: Totally
- 1993: Kiss
- 1994: To Blue Horizons
- 1994: Completely Remixed
- 1996: Bang Bang Bang
- 1998: Back
- 1999: ...Continued
- 1999: Follow The Light
- 2000: Tonite
- 2003: Around The World
- 2008: Heart & Soul
- 2009: Rarities Remixed
- 2010: 25 (The 25th Anniversary Album) (2 CD + DVD)
- 2015: 30 (2 CD)
- 2018: Heart & Soul (Recharged)
- 2020: Tears Turning To Ice

### Singles
- 1984 - "L.O.V.E. in My Car"
- 1985 - "You're a Woman"
- 1985 - "Pretty Young Girl"
- 1985 - "Bad Boys Blue"
- 1986 - "Kisses and Tears (My One and only)"
- 1986 - "Love Really Hurts Without You"
- 1986 - "I Wanna Hear Your Heartbeat >Sunday Girl<"
- 1987 - "Gimme Gimme Your Lovin' >Little Lady<"*
- 1987 - "Kiss You All Over, Baby"
- 1987 - "Come Back and Stay"
- 1988 - "Don't Walk Away Suzanne"
- 1988 - "Lovers in the Sand"
- 1988 - "Lovers in the Sand" (Remix)
- 1988 - "A World Without You >Michelle<"
- 1988 - "A World Without You >Michelle<" (Remix)
- 1988 - "Hungry for Love"
- 1989 - "Hungry for Love" (Hot-House Sex Mix)
- 1989 - "Lady in Black"
- 1989 - "A Train To Nowhere"
- 1990 - "Mega-Mix vol. 1 (The Official Bootleg Megamix, vol. 1)"
- 1990 - "How I Need You "
- 1990 - "Queen of Hearts"
- 1991 - "Jungle in My Heart"
- 1991 - "House of Silence"
- 1992 - "I Totally Miss You"
- 1992 - "Save Your Love"
- 1993 - "A Love Like This"
- 1993 - "Kiss You All Over, Baby"
- 1993 - "Go Go (Love Overload)"
- 1994 - "Dance Remixes"
- 1994 - "Luv 4 U"
- 1994 - "What Else ?"
- 1995 - "Hold You in My Arms"
- 1996 - "Anywhere"
- 1998 - "You're a Woman '98"
- 1998 - "The Turbo Megamix"
- 1998 - "From Heaven To Heartache"
- 1999 - "The Turbo Megamix vol. 2"
- 1999 - "The-Hit-Pack"
- 1999 - "Hold You in My Arms"
- 2000 - "I'll Be Good"
- 2003 - "Lover on the Line"
- 2003 - "Baby Come Home" (promotional release)
- 2003 - "Babe" (promotional release)
- 2008 - "Still in Love"
- 2009 - "Still in Love/Almighty Remixes" (promotional release)
- 2009 - "Queen Of My Dreams" (digital release)
- 2010 - "Come Back And Stay Re-Recorded 2010" (physical & digital release)
- 2015 - "You're a Woman 2015"
- 2018 - "Queen Of My Dreams (Recharged)"
- 2020 - "With Our Love" (with Tom Hooker and Scarlett)
- 2020 - "Killers"
- 2021 - "Tears Turning To Ice (Remix)"

### Compilações
- 1988: The Best of - Don't Walk Away Suzanne (Spain)
- 1989: Bad Boys Best
- 1989: Super 20
- 1991: You´re A Woman (Star Collection)
- 1991: The Best Of (Finland)
- 1992: More Bad Boys Best
- 1992: More Bad Boys Best vol. 2
- 1993: Dancing With The Bad Boys
- 1993: Bad Boys Blue (US)
- 1994: You're a Woman
- 1994: All Time Greatest Hits (South África)
- 1998: With Love From Bad Boys Blue... - The Best Of The Ballads
- 1999: Pretty Young Girl
- 2001: Bad Boys Best 2001
- 2001: The Very Best Of (UK & South África)
- 2003: In The Mix
- 2003: Gwiazdy XX Wieku - Największe Przeboje (Poland)
- 2004: Hit Collection vol.1 -You're A Woman
- 2004: Hit Collection vol.2 - The Best Of
- 2004: The Best Of (Russia)
- 2005: Greatest Hits Remixed
- 2005: Hungry For Love
- 2005: Greatest Hits (2 CD) (Áustria)
- 2005: Greatest Hits Remixed (Áustria)
- 2005: The Biggest Hits Of (South África)
- 2006: Hit Collection (3CD BOX) (Áustria)
- 2007: Bad Boys Best
- 2008: The Single Hits (Greatest Hits)
- 2009: Unforgettable
- 2010: Bad Boys Essential (3 CD) (Poland)
- 2014: The Original Maxi-Singles Collection (2 CD)
- 2015: The Original Maxi-Singles Collection Volume 2 (2 CD)
- 2017: The Best Of (Poland)
- 2018: Super Hits 1 (Rússia)
- 2018: Super Hits 2 (Rússia)
- 2019: My Star

### DVD
- 2005: 1985 — 2005 | Vídeo Collection
- 2007: Bad Boys Best Vídeos
- 2012: Live On TV